# The Tribune
Pour les articles homonymes, voir La Tribune.
The Tribune, maintenant publié de Chandigarh, New Delhi, Jalandhar et Bathinda a commencé à être édité le 2 février 1881, à Lahore (actuellement au Pakistan). Il a été lancé par Sardar Dyal Singh Majithia (en), un philanthrope à l'esprit civique, et est mené par un trust comprenant cinq administrateurs étant des personnalités éminentes. C'est un journal indien majeur avec une circulation mondiale,,,,.
Le Sardar Dyal Singh Majithia (1848-1898) était champion de mesures de réformes progressives et sociales au Pendjab. Né à Bénarès, Dyal Singh était le seul fils du général Lehna Singh. Il a perdu ses parents à l'âge de six ans. Il a suivi son éducation primaire à l'École de la Mission d'Amritsar et était ultérieurement devenu autodidacte. Il a fondé le journal The Tribune. Il a géré les affaires du Temple Doré pendant presque trente ans. Étant un Brahmo Samaji, il coupait ses cheveux et s'habillait en style européen. Il s'est mis aux affaires dans l'immobilier et les diamants et a gagné une richesse importante. Il était le premier président de l'Association indienne de Lahore et continué dans cette fonction jusqu'à sa mort. Il était le président du conseil d'administration de la première banque indigène du pays, la Punjab National Bank. Il était aussi un pilier du Brahmo Samaj et a fait des dons importants pour les institutions et les bibliothèques éducatives. 
L'édition anglaise mise à part, The Tribune de 128 ans d'ancienneté a deux éditions sœurs, la Dainik Tribune (hindi) et la Punjabi Tribune. En ce moment M. H. K. Dua est l'éditeur en chef de The Tribune, M. Naresh Kaushal est l'éditeur de Dainik Tribune et M. Sidhu Damdami celui de Punjabi Tribune. Ces trois journaux sont publiés par 'The Tribune Trust'.